# Піпа (музичний інструмент)
Піпа (кит.: 琵琶) — китайський 4-струнний щипковий музичний інструмент типу лютні. Один з найпоширеніших та найвідоміших китайських музичних інструментів. Перші згадки піпи в літературі відносяться до III століття, перші зображення — до V століття. Однак прототипи піпи побутували в Китаї вже в кінці III століття до н. е.. Назва «піпа» пов'язана зі способом гри на інструменті: «пі» означає рух пальців вниз по струнах, а «па» — зворотний рух вгору.
Має дерев'яний грушоподібний корпус без резонаторних отворів та коротку шийку з наклеєним зубчастим грифом. Ребра зубців грифа утворюють перші 4 нерухомих лади; решта 13–14 ладів у вигляді вузьких дерев'яних планочок розташовані на пласкій верхній деці. Струни шовкові (рідше — металеві), кріпляться за допомогою кілків та струнотримача. Звичайна довжина інструменту — близько 100 см, ширина 30–35 см.
Звук видобувається плектром, але іноді й нігтем, якому надається спеціальна форма.
Настроювання — переважно A — d — e — a, діапазон A — a2, повний хроматичний звукоряд.
На піпі грають сидячи, спираючи низ корпусу про коліно, а шийку про ліве плече. Піпа застосовується як сольний, ансамблевий або оркестровий інструмент, для акомпанементу співу та супроводу декламації. При сольному музикуванні на піпі виконуються переважно ліричні музичні п'єси та програмні фантазії.
Широко поширена в Центральному та Південному Китаї. З VIII століття відома також в Японії під назвою біва. Біви виготовлялися різних розмірів.
Відповідний інструмент розповсюджений також у Кореї, із назвою біпа (비파, ті ж самі ієрогліфи).